# Райнихару

Райнихару (малаг. Rainiharo, ? — 18 октября 1852, Имерина) — премьер-министр мадагаскарского королевства Имерина в 1833—1852 годах, генерал и фельдмаршал мадагаскарской армии, второй муж королевы Ранавалуны I.

## Биография

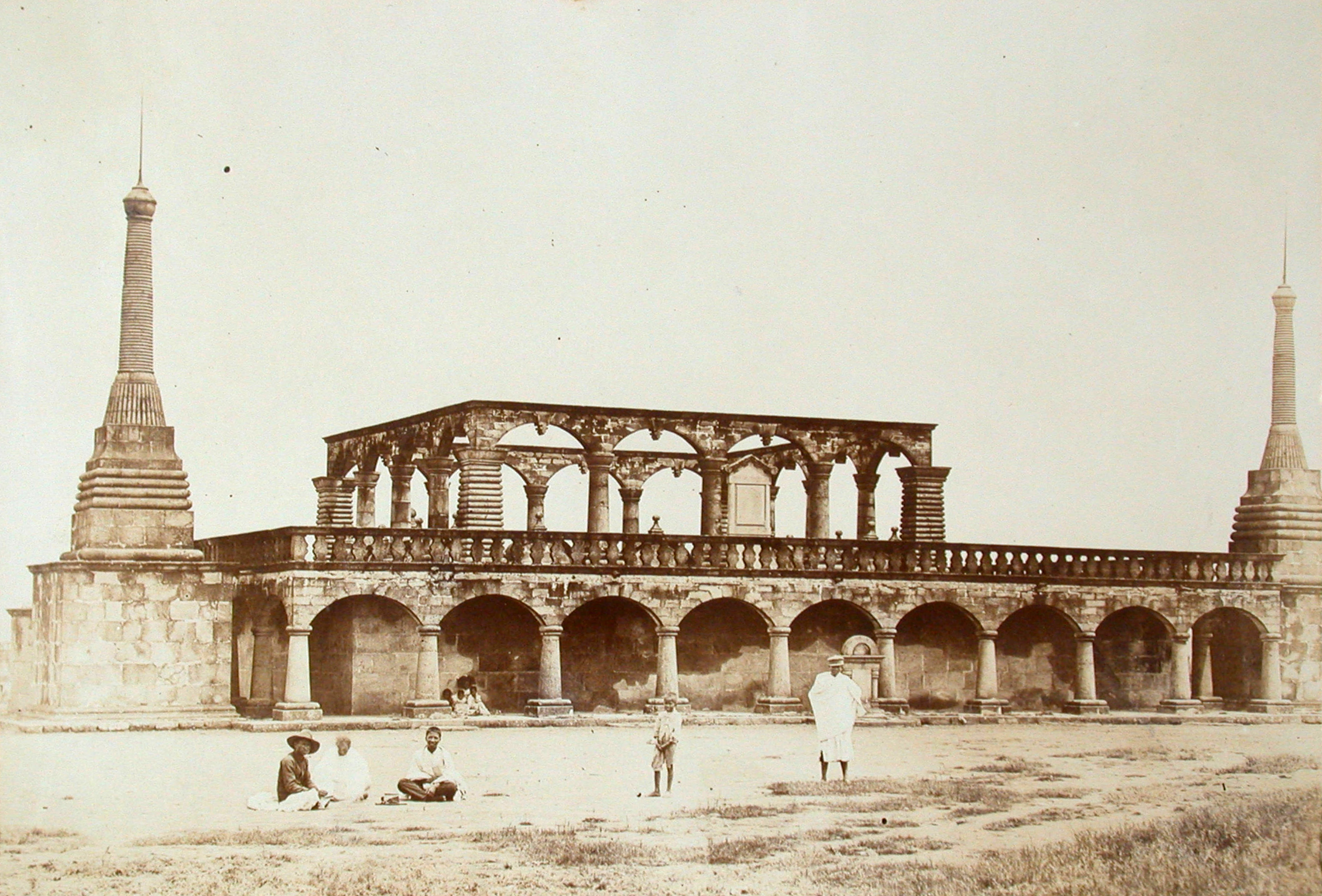
Гробница Райнихару

Райнихару (Равонинахитриниариву при рождении) происходил из знати народа мерина и сделал военную карьеру. В 1833 году он стал премьер-министром Мадагаскара. Во время правления королевы Ранавалуны I пытался защитить Мадагаскар от европейского влияния. Его сыновья Райнивунинахитриниуни и Райнилайаривуни стали его преемниками на министерском и генеральском местах.
В 1835 году архитектор и промышленник Жан Лаборд построил для него гробницу, в которой в 1852 году был погребён Райнихару и впоследствии оба его сына.

## Источник
- Keith Laidler: Kaligula w spódnicy. Szalona królowa Madagaskaru.. Małgorzata Domańska(red.). Warszawa: Dom Wydawniczy Bellona, 2007. ISBN 83-11-10545-6.